# Карлос Алазраки
Карлос Хаиме Алазраки (енгл. Carlos Jaime Alazraqui; Јонкерс, 20. јул 1962) амерички је стендап комичар, глумац и гласовни глумац најпознатији као заменик Џејмс Гарсија у комедији Рено 911!, а позајмљивао је глас многим ликовима из цртаних филмова од којих се издвајају Чудновили родитељи, Камп Лазло и Породични човек.
Алазракијеви родитељи су пореклом из Аргентине.